# Spolehnutí – Společné hnutí Českolipanů
SPOLEHNUTÍ – SPOLEČNÉ HNUTÍ ČESKOLIPANŮ (zkratka SPOLEHNUTÍ) je české regionální politické hnutí, které vzniklo v roce 2014.
Ustanovující sněm politického hnutí se konal 30. července 2014 v České Lípě, přičemž u Ministerstva vnitra bylo hnutí zaregistrováno již o osm dní dříve. Zúčastnilo se v České Lípě komunálních voleb v roce 2014, kdy se ziskem 5,45 % hlasů získalo jeden mandát pro Petra Skokana; ten při ustanovující schůzi podpořil vítěze voleb, kým bylo ANO. O čtyři roky později usilovalo hnutí o hlasy pod hlavičkou širší koalice Živá Lípa, které získalo 6 mandátů a předseda hnutí, Jaroslav Turnhöfer, se stal prvním místostarostou.
V krajských volbách 2020 hnutí podpořilo kandidátku Starostové pro Liberecký kraj, na níž je na 49. místě předseda hnutí Jaroslav Turnhöfer. V senátních volbách 2020 nominovalo hnutí na senátora Petra Skokana, avšak nedodalo v potřebné lhůtě potřebné poklady Úřadu pro dohled nad hospodařením politických stran.

## Volební výsledky
| Volby                | Okrsek                           | Výsledek | Počet mandátů                   | Zastoupení       |
| -------------------- | -------------------------------- | -------- | ------------------------------- | ---------------- |
| Komunální volby 2014 | Česká Lípa                       | 5,45 %   | 1 (Petr Skokan)                 | zastupitel       |
| Komunální volby 2018 | Česká Lípa                       | 22,34 %  | 6 (za hnutí Jaroslav Turnhöfer) | 1. místostarosta |
| Krajské volby 2020   | Liberecký kraj                   |          | kandidát Jaroslav Turnhöfer     |                  |
| Senátní volby 2020   | Senátní obvod č. 36 – Česká Lípa |          | kandidát Petr Skokan            |                  |